# 慕尼黑交通公司
慕尼黑公共交通公司（Münchner Verkehrsgesellschaft，简写为MVG）是慕尼黑市立交通公司，负责慕尼黑及其周围地区公共交通。慕尼黑公共交通公司是慕尼黑有轨电车和慕尼黑地铁的运营者。